# 孙钿
孙钿（1917年—2011年6月1日）原名郁钟瑞，字文源，笔名孙钿，后以笔名行，上海人。中华民国及中华人民共和国作家、诗人。

## 生平
孙钿出生于上海小南门。小学毕业后进入上海大同大学附属中学学习，后升入大同大学。1933年，大学生孙钿开始从事左翼戏剧及文学活动，参加“暴风雨剧团”，演出《叛徒》、《南归》等戏剧，并和其他文学青年自筹资金出版文学刊物《天明》。
1933年（一说1934年），孙钿因受国民政府迫害，流亡日本，先后在日本大学、早稻田大学学习，并且参加了东京的中国剧人协会、社会科学座谈会、诗歌座谈会等左翼社团的活动。1937年抗日战争全面爆发后，孙钿于1937年7月20日回到上海，参加“留日学生抗日救亡协会”。同时，孙钿写下很多诗歌及散文，寄给巴金主持的《烽火》及胡风主编的《七月》，并出版第一本诗集《击退敌人去》，很快又发表长诗《给敏子》。随后孙钿参加了新四军，1938年8月秘密加入中国共产党，还继续给《七月》等报刊写诗。他是七月派诗人之一。孙钿历任新四军第四支队留守处工作人员，大别山第八团团部秘书、参谋、民运干事。加入中国共产党后，孙钿受中共党组织派遣到香港开展地下工作，受廖承志直接领导，主编《东江》、《侨胞》等刊物，并继续作诗，被誉为“战士诗人”。
中华人民共和国成立后，1950年，孙钿在等待新任务时，到宁波探访亲友，遇到宁波市市立中学（今宁波市第二中学）教导主任翁心惠（后来担任宁波市主管教育文卫的副市长），应翁心惠邀请到该中学教政治思想课。
1953年春，宁波市政府任命郁文源（孙钿）为广济街的宁波卫生学校副校长。经他向宁波市卫生局建议，又经浙江省卫生厅审批，在宁波卫生学校的基础上成立了宁波护士学校，于1953年暑期招录第一届新生100人，由宁波市卫生局局长郭绍兴任名誉校长，郁文源（孙钿）任副校长。孙钿聘请教师，主持教学楼建设，1954年在今孝闻街第二医院新大楼的原址上建起了宁波护士学校的新教学楼。后来，宁波护士学校于1957年与广济街的助产学校合并，恢复原名宁波卫生学校。
1955年5月，孙钿接到去杭州开会的通知。到杭州后被宣布逮捕，关进杭州乌龙巷监狱，罪名是“胡风反革命集团骨干分子”。关押一年多后被宣布释放，结论为：不是叛徒，不曾投敌当汉奸，不是胡风分子，可恢复原职。回到宁波后，孙钿未被准许回宁波护士学校，只能在街道办事处暂领生活费。数月后，被分到机关干部学校任教。
1957年，孙钿在反右运动中被打成“右派”，他的诗歌被说成是“大毒草”。不久，孙钿被下放到梅山盐场劳动改造，后又先后在四明山挖土石修筑公路，在浙西江山修筑铁路。作为管制分子，孙钿曾拾垃圾，制煤渣砖，当临时工。孙钿的孩子无法上学，孙钿的妻子多次卖血以维持家庭生计。孙钿还曾借钱买蜜蜂放养，但放蜂到内蒙古时，又被诬为“空降特务”，遭关押两年，后被押回宁波。50多岁的孙钿不得不从头开始学当油漆工、广告匠。
中共十一届三中全会后，胡风反革命集团案的平反，孙钿也在1980年获得平反，恢复名誉，恢复中国共产党党籍。后来又先后当选为宁波市第八届人大常委会委员、宁波市第九届政协常委。他还历任浙江省作协顾问，宁波市作协主席。1983年加入中国作家协会。
2011年6月1日，孙钿逝世，享耆壽94岁。

## 著作
- 小说集《在乡村里》、《初生期》、《高野良雄之死》（译为法文）
- 诗集《击退敌人去》、《旗》、《望远镜》、《孙钿短诗选》
- 《孙钿诗文选》
- 译著《日本当代诗选》[1]